# 윈프리드 야비
윈프리드 무틸레 야비(아랍어: وينفريد موتيل يافي,‎ 영어: Winfred Mutile Yavi, 1999년 12월 31일~)는 케냐 태생 바레인의 육상 선수로 주 종목은 장애물달리기이다. 2024년 하계 올림픽 여자 3000m 장애물 종목 금메달을 획득했으며 2023년 세계 육상 선수권 대회 여자 3000m 장애물 종목 금메달을 획득했다.